# Great Southern
De Great Southern regio is een van de negen regio's van West-Australië. De regio bestrijkt de lokale bestuurlijke gebieden City of Albany, Shire of Broomehill-Tambellup, Shire of Cranbrook, Shire of Denmark, Shire of Gnowangerup, Shire of Jerramungup, Shire of Katanning, Shire of Kent, Shire of Kojonup, Shire of Plantagenet en Shire of Woodanilling. De regio telt ongeveer 60.000 inwoners. 62% daarvan wonen in de administratieve hoofdstad van de regio, Albany.

## Geografie
Great Southern is 39.007 km² groot en beslaat ongeveer 1,5% van de West-Australische oppervlakte. Great Southern heeft 250 kilometer kustlijn langs de Zuidelijke Oceaan en strekt zich 200 kilometer landinwaarts uit. De rivier Kalgan stroomt door de regio, tussen twee oude gebergten in, het Stirlinggebergte en het Porongurupgebergte. Het Stirlinggebergte bevat de Bluff Knoll. Die is met 1.095 meter de hoogste bergtop in de zuidelijke helft van West-Australië. De Great Southern kent een mediterraan klimaat met warme droge zomers en vochtige koele winters.

## Economie
De primaire economie is de belangrijkste economie van de regio. De regio is de op een na grootste landbouwregio van West-Australië. De landbouwsector is goed voor 60% van de economische activiteit van de regio. De landbouwindustrie bestaat voornamelijk uit zuivelproductie, veeteelt en het telen van gewassen. Albany kent een belangrijke visserij. De houtindustrie zorgt voor 32% van de havenactiviteit. De regio kent ook een belangrijke wijnindustrie.

## Geschiedenis
De oorspronkelijke bewoners van de regio zijn de Menang Nyungah Aborigines. Opgravingen langs de Kalgan tonen aan dat de Aborigines minstens 20.000 jaar reeds in de streek leefden. Ze noemden het gebied Kinjarling wat "plaats van de regen" betekent.
Het schip Gulden Zeepaert bracht de kust voor het eerst in kaart in 1626. George Vancouver landde in 1791 in Albany en noemde het King George Sound. Hij claimde op 26 september van dat jaar het gebied dat toen New Holland heette (West-Australië) voor de Britse kroon. King George Sound (Albany) is de oudste koloniale nederzetting van West-Australië en werd gesticht in 1826, drie jaar voor de kolonie aan de rivier de Swan (later Perth). John Bannister maakte de eerste reis over land tussen de twee nederzettingen in 1831. Een handel in sandelhout ontwikkelde zich. Er werd aan veeteelt gedaan. Dorpjes ontstonden langs de route tussen Perth en Albany. In 1889 werd een spoorweg geopend tussen Perth en Albany.
Toen de goldrush en een droge periode eind 19e eeuw toesloegen verlieten vele inwoners de regio. In 1914 was Albany het vertrekpunt voor de Anzacsoldaten. Na de Eerste Wereldoorlog maakte de streek deel uit van de Soldier Settlement Schemes. Ook na de Tweede Wereldoorlog vestigden zich terugkerende soldaten in de regio door zulke programma's. De nationale trend van de beweging van het platteland naar de stad is in de Great Southern regio gestopt en de bevolking blijft stabiel.
Gascoyne · Goldfields-Esperance · Great Southern · Kimberley · Mid West · Peel · Pilbara · Wheatbelt · South West
Albany · Amelup · Badgebup · Borden · Bornholm · Boscabel · Bow Bridge · Boxwood Hill · Bremer Bay · Broomehill · Cartmeticup · Chinocup · Cranbrook · Denmark · Elleker · Frankland River · Gairdner · Gnowangerup · Jerramungup · Jingalup · Kalgan · Katanning · Kendenup · King River · Kojonup · Kwobrup · Little Grove · Lower King · Manypeaks · Mount Barker · Muradup · Narrikup · Needilup · Nornalup · Nyabing · Ocean Beach · Ongerup · Pingrup · Porongurup · Redmond · Tambellup · Tenterden · Torbay · Tunney · Wellstead · Woodanilling